# Pierre de Brantôme

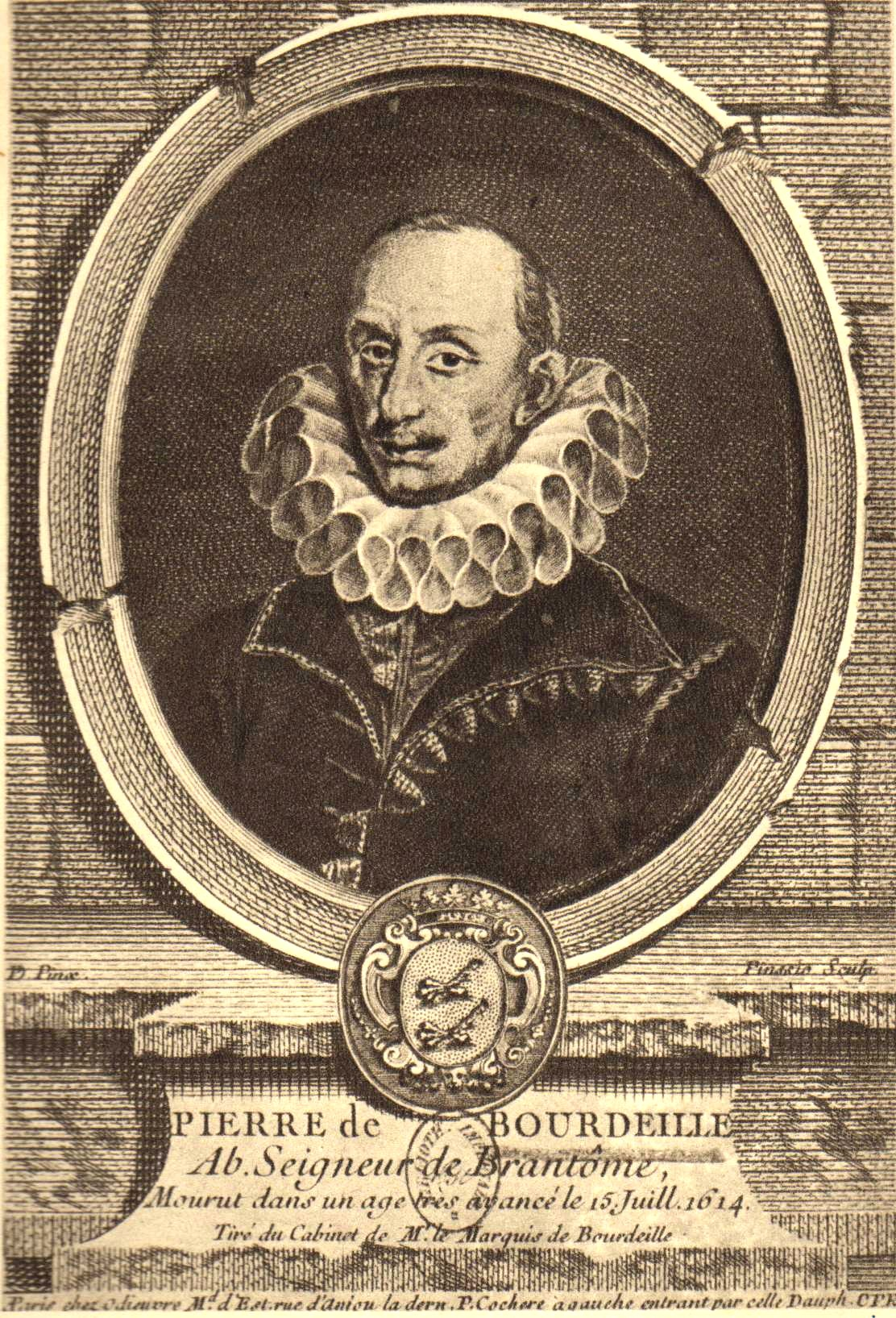
Pierre de Bourdeille, señor de Brantôme.

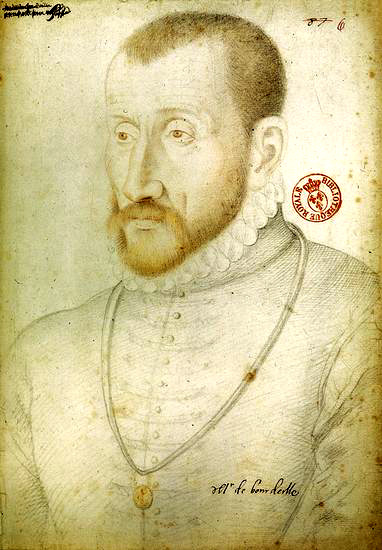
Otro retrato de Pierre de Bourdeille.

Pierre de Bourdeille, abad y señor de Brantôme (Bourdeilles, Périgord, hacia 1540 – castillo de Richemont, Saint-Crépin-de-Richemont, 15 de julio de 1614), fue un historiador y biógrafo francés, aventurero y galante.

## Biografía
Tercer hijo del barón de Bourdeille, su madre y abuela materna estuvieron ligadas a la corte de Margarita de Valois, tras cuya muerte en 1549 se trasladó a París y, más tarde, en 1555, a Poitiers, para terminar su educación. Se le concedieron muchos bienes clericales, el más importante de los cuales fue la abadía de Brântome, aunque no tenía vocación religiosa, por lo que se hizo soldado y se relacionó con grandes señores de la guerra.
Viajó a Italia y también a Escocia, donde acompañó a María I Estuardo (en ese momento viuda de Francisco II de Francia); a Inglaterra, donde conoció a Isabel I (1561–1579); a Marruecos (1564) y a España y Portugal. Luchó en África contra los turcos. Combatió contra Solimán el Magnífico en las galeras de la Orden de Malta y acompañó a su gran amigo, el comandante francés Philippe Strozzi (nieto de Filippo Strozzi, el general italiano) en su expedición contra Terceira, durante la cual murió Strozzi (1582).
En 1572 participó, en Dreux, en la primera guerra de religión entre católicos y protestantes, así como en las batallas de Meaux y de Saint-Denis. En 1574 puso fin a su carrera militar.
Sus viajes posteriores se limitaron a seguir a la corte y participar en intrigas amorosas y políticas, duelos, rivalidades y asesinatos.
En 1584 sufrió una caída de caballo que le obligó a retirarse a sus tierras, donde empezó a escribir para distraerse las memorias que lo han inmortalizado. Esta obra, a menudo escandalosa, gusta, sobre todo, por la candidez con que se encuentra escrita y por la vanidad gascona que desprende el autor.
Clasificado como un autor «ligero» por su novela Las damas galantes, escribió también artículos, novelas de viajes, crónicas de guerra y biografías. En casi todos sus escritos destaca un rasgo común: su amor por las mujeres, especialmente por aquellas que ha conocido profundamente: la reina Margot o Catalina de Médicis, por ejemplo.

## Obra
Brântome dejó órdenes expresas para que su manuscrito fuera impreso; una primera edición no muy completa se publicó póstuma en Leiden (1665–1666). Ediciones posteriores incluyeron:
- una obra en 15 volúmenes (1740);
- otra por Louis Monmerqué (1780–1860) en 8 volúmenes (1821–1824), reproducida en el Pantheon littéraire de Buchan;
- la obra de la Bibliotheque elzevirienne, comenzada en 1858 por Próspero Mérimée y Louis Lacour de La Pijardière y terminada, con el volumen XII en 1893;
- la edición de Ludovic Lalanne para la Société de l'histoire de France (12 volúmenes, 1864–1896).

Brântome puede ser considerado difícilmente como un historiador riguroso; sus memorias no son una fuente fiable de información. Pero su estilo, lleno de rasgos coloquiales, posee un particular encanto, aun cuando vertía sus hechos, pensamientos y observaciones sin orden ni sistema y con una absoluta y desconcertante franqueza e ingenuidad. Sus obras describen inequívocamente un admirable retrato de la vida cortesana de su tiempo, con su desvergonzado y abierto libertinaje. No hay hombre ilustrado ni dama galante en toda su galería de retratos que no esté manchado por el vicio y, no obstante, el conjunto está narrado con la más completa apariencia de que no hay nada objetable en sus conductas. Gran número de sucesos y personajes de la época habrían permanecido ignorados sin su buena pluma.
La edición de Ludovic Lalanne fue la primera en mostrar las fuentes españolas y francesas en las que se basó Brântome, pero no utilizó todos los manuscritos existentes. Fue tras la muerte de Lalanne cuando se consiguieron los más antiguos de la Bibliothèque nationale. Todos sus manuscritos originales, revisados por él mismo varias veces, fueron recopilados en París y Chantilly (Museo Condé), por lo que se pudo hacer una nueva y definitiva edición. Los poemas de Brântome (más de 2200 versos) fueron publicados por primera vez en 1881. En España se ha traducido su célebre Gentilezas y bravuconadas de los españoles.